# 마르세이유 가는 길
마르세이유 가는 길(Passage To Marseille)은 미국에서 제작된 마이클 커티즈 감독의 1944년 영화이다. 험프리 보가트 등이 주연으로 출연하였고 할 B. 월리스 등이 제작에 참여하였다.

## 출연

### 주연
- 험프리 보가트
- 클로드 레인스
- 미셸 모르강

### 조연
- 필립 돈
- 시드니 그린스트리트
- 피터 로어
- 조지 토비아스
- 헬무트 단틴
- 존 로더
- 빅터 프란센
- 블라디미르 소콜로프
- 에두아르도 치아넬리

## 제작진
- 원작자: 제임스 노먼 홀
- 원작자: 찰스 노드호프
- 의상: 레아 로즈